# ケンドル (オイル)
ケンドル（ケンドール、英語：Kendall）は、フィリップス66(NYSE：PSX）が所有・製造販売する4つの潤滑油ブランド（Conoco・Phillips66・76Lubricants・Kendall）のうちの一つ。2012年までは石油メジャー（国際石油資本）であるコノコフィリップス(ConocoPhillips NYSE：COP）が所有していたが、同年に同社の精製・販売を受け持つ下流部門がフィリップス66として分離・独立したため、現在はフィリップス66が所有・販売している。フィリップス66においては主に乗用車用の潤滑油を受け持つブランドとなる。
Kendall（ケンドル）という名は油田のあったペンシルヴァニア州ブラッドフォードに郵便局を設置するため、当時の郵政大臣の名前をブラッドフォードにある小川につけたことに由来する。

## 概要
日本ではイワサキコーポレーションが正規輸入元となっている。イワサキは長年汎用整備工場向けとしてケンドールのオイルを扱ってきており、特にガソリンスタンドやカー用品店でスーパーコースト、ACデルコ、UTCと並んで、廉価格帯無指名銘柄の量り売りATFでのシェアが高かった。従来価格競争力のある業務用208L（55ガロン）ドラム缶や18.9L（5ガロン）USプラペール、20L金属ペール缶、4L金属缶（金属缶は日本で充填。国内でのライセンス生産はされていない。）での販売が主流であったが、最近は他店によるインターネットの誇大広告で「パラフィン系鉱物オイル」としての知名度が上がったことにより、阪神ブレーキ工業を通じてコンシュマー（一般消費者）向けの1クォート入り（946ml アメリカで売られているプラボトルのまま）の販売にも力を入れ、並行輸入対策も行うようになった。また、ケンドールオイルは一時期ヤマハのオートバイ用オイルと、マリン用オイルの標準純正油の上位品として補修用部品の扱いも受けていた。
イワサキ以外にもペンシルベニア産パラフィン系エンジンオイルを謳ってケンドールを通信販売する業者があり、ケンドールGT-1の2万キロ無交換（但し1年未満）をアピールしている。
ケンドールのオイルはかつてペンシルベニア産鉱物油でその高品質をアピールしていたが、イワサキは現在「ケンドルオイルのGT-1,Super-D XAシリーズはペンシルベニア産ではない」と公表し、かつ「現代においては精製技術が進歩し、原油の産地でオイルの品質は変わらない」と説明している。たとえケンドルのオイルを使用して良好な結果を得られたとしても、それがペンシルバニア産原油やパラフィンの効能ではない。
（1995年アマリーとケンドルのオーナーであったWitco Chemicalがブラッドフォード油田、製油所・ブレンド設備、ブランド名を売却。）
2010年以降、コノコケンドールのエンジンオイルは特許添加剤配合技術"MFA"に加え、APIの環境問題規定で削減されたZnDTP（ジアルキルジチオリン酸亜鉛、ZincDialkyldithiophosphate）を補う液化チタン（リキッドタイタニウム）配合のオイルが増えてきており、それを盛んにセールスアピールするようになった。なお、ケンドールのフラッグシップオイルであるGT－1フルシンセティック（化学合成油）5W-40は、グループIIIベース（G3 高度水素化分解鉱物油）になるとイワサキは公表している。
コノコフィリップスは現在の北米ベースオイル市場におけるグループIII基油の供給者としてはSK Lubricantsと並ぶ大手である。（ただし、これはen:S-Oilが製造したグループIII基油を北米市場に供給しているものであり、自社で製造しているわけではない。ケンドールの鉱物油（ミネラル G2）と部分合成油（シンセティックブレンド G2＋G3）にはMade in the USA と書かれているが、化学合成油（フルシンセティック G3）はProduct of Korea Blended&PACKaged in the U.S.A と書かれている。）同社のGT-1シリーズでは、フルシンセティックの5W-40のみ欧州自動車メーカーのロングドレインオイルのアプルーバルを受けているが、最新のVW/AUDI504.00・507.00、BMW LL04、MB229.31/229.51などではなく、一世代前のVW/AUDI505.00・502.00、BMW LL01、MB229.5の認証規格となっている。
2010年KENDALLのロゴマークが変更されている。kendallの旧ロゴのビンテージジッポー（オイルライター）はマニアに珍重されている。

## 歴史
1881年アメリカ合衆国ペンシルベニア州ブラッドフォードに、ウィリアム・ウィル、E.R.ルーミス、R.H.チャイルドの3人が、軽油や潤滑油ならびにグリースなどの原油を精製するケンドルリファイニングカンパニー（Kendall Refining Company）を設立したのが始まり。1902年にオリジナルのコーチオイルをスクリュートップの1クォート缶で発売、1928年には世界初の2000マイル（3,200km）オイルとなる“ケンドルペンズベスト”を全米で販売。当時の耐用期間である500〜1000マイルを大きく上回る性能をアピールするため、Vサインの2本指ロゴを採用し、現在でもトレードマークになっている。
- 1881年 ペンシルベニア州ブラッドフォードにケンドルリファイニングカンパニーを設立。
- 1902年 オリジナルコーチオイルをスクリュートップの1クォート缶で発売。
- 1928年 2000マイル（3,200km）オイルのケンドルペンズベストを発売。Vサイン2本指のロゴを採用。
- 1933年 Kendall（ケンドル）が品質・性能保証する工場充填の缶を、世界で最初に開発し全国的に販売。
- 1942年 第2次世界大戦により鋼板資材を軍に供出する為、ガラス瓶入りの製品を製造。
- 1953年 初のオールウエザー対応マルチグレードオイル“SuperB SAE10W-30”を発売。
- 1959年 “デュアルアクションオイル”を発売。
- 1960年 “GT-1 レーシングオイル”を発売。
- 1978年 独自の白のプラスチックボトル“Fun-L-Fil”を発売。
- 1990年 リサイクルプラスチックを使ったプラスチックボトルを製造。
- 1990年代初頭より過走行車用エンジンオイル“ヴィクトリー10W-50”を導入。
- 2004年 シンセティックブレンドのエンジンオイルでILSACのグレードをすべて取得。

## 主要商品

### 自動車エンジンオイル
- GT-1ディーゼルモーターオイル
- GT-1フルシンセティックモーターオイル
- GT-1フルシンセティックモーターオイル(欧州規格)
- GT-1ハイマイレージシンセティックモーターオイル
- GT-1ハイパフォーマンスモーターオイル
- GT-1ハイパフォーマンスシンセティックブレンドモーターオイル
- GT-1シンセティックブレンドモーター
- GT-1アルティットシンセティックモーターオイル

### 商業用・ディーゼルエンジンオイル
- フリートシュプリームECエンジンオイル
- SHPディーゼルフルシンセティックエンジンオイル
- スーパーD 3ディーゼルエンジンオイル
- スーパーD 3ディーゼルエンジン（マルチグレード）
- 液体チタンスーパーD XAディーゼルエンジンオイル

ディーゼル/ガソリン共用油であるが、近年の日本車に指定されているJASO DL-1、DH-2の規格品ではない(一部にDH-2表記アリ)。

### 2サイクルエンジンオイル
- 50:1 & 2サイクルモーターオイル
- GT-1 2サイクルオイル

### オートバイ4サイクルエンジンオイル
- オートバイ4サイクルモーターオイル

アメリカ本国では二輪専用ケンドールGT-1が販売されているが、日本には正規、並行輸入双方ともラインナップされていない。よって正規輸入元のイワサキも、並行輸入業者もJASO規格表示のない四輪用ケンドールGT-1をバイクにも推奨している。そのため摩擦特性と粘度選定には注意が必要である。（並行業者のWEBでは「0W-20に20W-50を使うことも、20W-50指定に0W-20を使うことも可能」と記されているため、特に注意が必要である。イワサキはBMWの二輪車とハーレーダビッドソンといった湿式クラッチではない車種をWEBで使用例に挙げている。）極端に指定粘度が異なるオイルを充填した場合、例えば0W-20指定車に20W-50のような高粘度オイルを用いた場合は省燃費性が悪化したりパワーがロスするだけでなく、始動性不良やドライスタートのダメージ、そしてオイルポンプに負担を与えたり、VVTやHLAの機能を損なう恐れがある。逆に20W-50指定に0W-20のような低粘度オイルを用いた場合は、過度のオイル消費や音・振動の増大だけにとどまらす、シリンダーの圧縮の低下、そして過度の摩耗が進行する。特に2輪車ではエンジンオイルがギヤオイルを兼ねる車種が多いが、高温側が20番ではギヤオイルとしては粘度が低すぎて摩耗が懸念される。四輪車用としても0W-20のオイルでは欧州車のロングドレイン油が要求する、ACEA規格のHTHS粘度を満たすことが難しい。）

### トランスミッションオイル
- クラシックATF
- DEXRON-VI ATF
- DEXRON-VI ATF  View MSDS
- Hyken 052 ファームトラクタールブリカント
- MERCON V ATF
- パワーシフトトランスミッションフルード
- SHP シンセティックトランスオイル 50
- タイプF ATF
- VersaTrans ATF

## その他
- ペンシルベニア州ブラッドフォードでは潤滑油に最も適したパラフィン基成分が多い原油が産出される事から、かつてケンドルの他に、アマリー、ペンゾイル、クエーカーステートなどのオイルメーカーが軒を連ねた。

- ペンシルベニア原油以外ではミナス原油（インドネシア）、大慶原油（中国）、日本では西山原油（新潟県）がこれに類する。

- ケンダルの日本での正規輸入元は先述したようにイワサキコーポレーションであるが、他のコノコフィリップスのオイルブランドは、76オイルがUSCが輸入代理店となっている。(以前はケンドールと76オイルで同一性状の製品が存在した。但し、SJ当時の76ピュアシンセティックはG4＋G5であった。）フィリップス66（TropArticシリーズ）はかつてオートバックスセブンを通じて全国のオートバックス（カー用品チェーン）で販売されていたが、現在は取り扱いを止めている。コノコブランドは事業者向けにドラム缶で販売されていたが、同じく現在はスポット的な輸入を除いて正規代理店は存在しない。なおケンドルはアメリカ製であるとして、プレミアム的に売価を高く設定している業者がある反面、（正規輸入品より価格が高い並行輸入品も存在する。）輸入車を扱う個人ショップの直輸入品などでは、アメリカの実売価格に相応の経費を上乗せして販売され、日本製の同グレードのオイルよりも安価な場合もあり、市場価格に大きな開きがある。